# روز حوله

روز حوله بیست و پنجم ماه مه هر سال توسط هواداران داگلاس آدامز جهت بزرگداشت او جشن گرفته می‌شود. در این روز طرفداران او به‌طور آشکار همان‌طور که در کتاب راهنمای مسافران کهکشان توصیف شده‌است برای قدردانی از کتاب‌ها و نویسنده‌اش حوله‌ای را با خود حمل می‌کنند. این بزرگداشت اولین بار دو هفته پس از درگذشت آدامز در ۱۱ مه در بیست و پنجم مه سال ۲۰۰۱ برگزار شد.